# ساميون

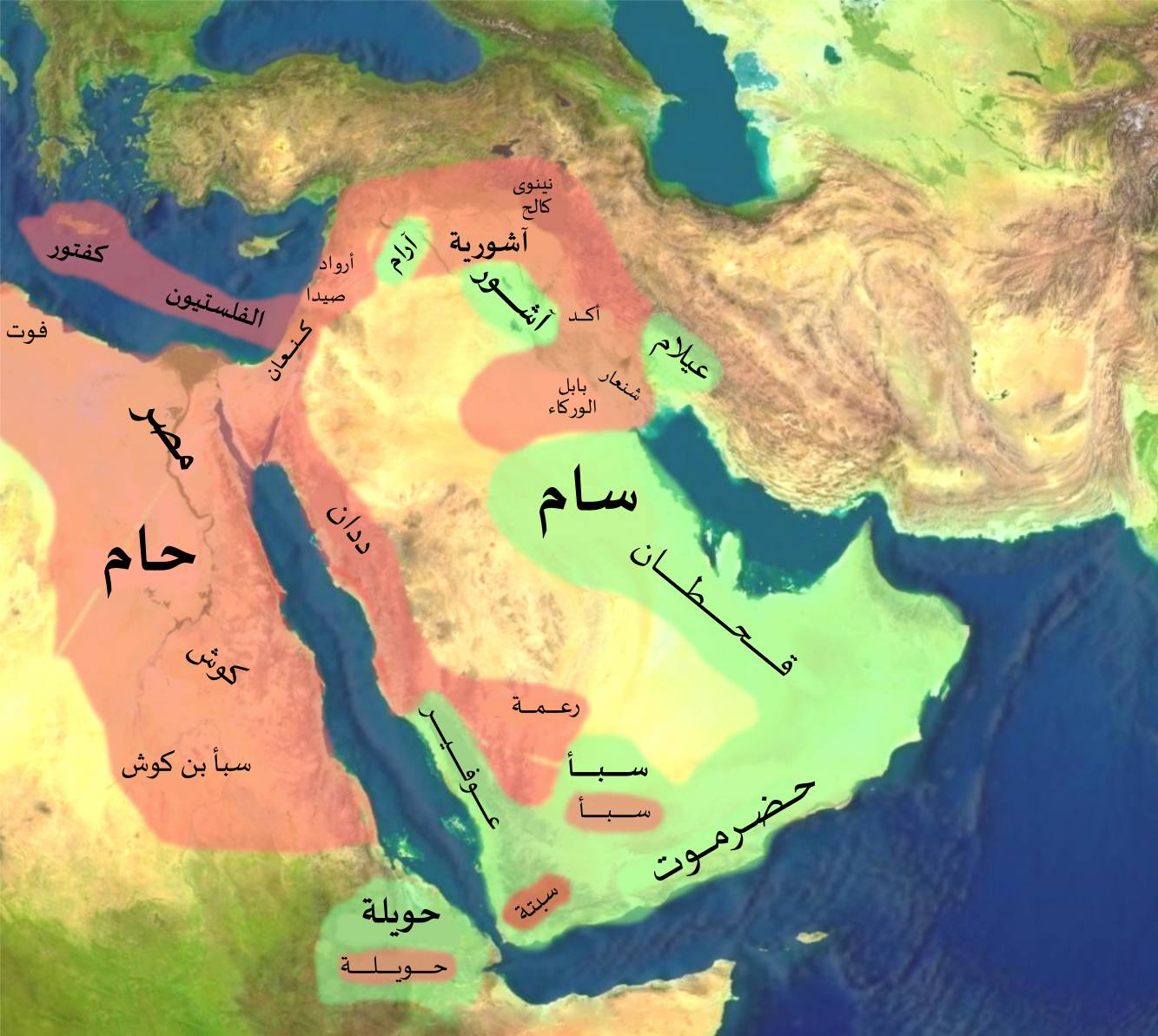
توزيع جغرافي لأبناء نوح من وجهة نظر توراتية

الساميون («سام») من الكتاب المقدس، بالعبرية: שם) هو مصطلح يصف أي مجموعة إثنية أو ثقافية أو عرقية تتحدث باللغات السامية.(1)(2) فلقَد اصطلح المؤرخون في هذا العصر أن يسموا الشعوب التي تتفاهم بالعربية والعبرانية والسريانية والحبشية والتي كانت تتفاهم بالفينيقية والآشورية والآرامية  «شعوباً سامية» نسبة إلى سام بن نوح ، لأن هذه الأمم جاء في التوراة أنها من نسله وسموا لغتهم اللغات السامية. وقد استخدم المصطلح لأول مرة في العقد 1770 من أعضاء مدرسة غوتنغن للتاريخ والذين اشتقوه من سام واحد من أبناء نوح الثلاثة في سفر التكوين.
على أي حال، في علم الآثار، يُستخدم هذا المصطلح بشكل غير رسمي ليشير إلى نوع من الروابط التي جمعت الشعوب القديمة المتحدثة باللغات السامية. (3) ويرى أحد الباحثين أن إطلاق تسمية «اللغات العربية» على اللغات السامية و«الأقوام العربية» على الأقوام السامية - التي يعود أصلها إلى شبه الجزيرة العربية وأطرافها - سيكون أقرب إلى الصواب، لكن اختصاص هذه الأقوام كلٌ باسمٍ معيّن سيجعل تسمية الساميّين بالعرب غير دقيقة تاريخيًا.

## مهد السامين
أن التوراة تنص على أن مهد الإنسان ما بين النهرين ومنه تفرق في الأرض فانشق من الساميين الآشوريون والبابليون في العراق، والآراميون في الشام، والفينيقيون على شواطئ سوريا، والعرب في جزيرة العرب، والأثيوبيون في الحبشة.
وذهبت طائفة إلى أن مهد الساميين جزيرة العرب ومنها تفرقوا في الأرض كما تفرقوا في صدر الإسلام، ولهم على ذلك أدلة وجيهة بعضها لغوي والبعض الآخر اجتماعي أو خلقي.

## التسمية

### في اليهودية
بالاعتماد على التوراة، أعيد نسب كل القبائل المعروفة إلى أولاد النبي نوح الثلاثة: سام، حام، ويافث. (שם بالعبرية وShem بالإنجليزية)، الابن البكر، اعتُبر في أوروبا في القرن الثامن عشر على أنّه مؤسس الساميين. حام، الابن الثاني، اعتُبر أبّ الحاميين بينما اعتبر يافث على أنه مصدر شعوب آسيا الوسطى. هذه القواعد في التسمية هي عشوائية وتخلو من أي أساس منطقي، حسب ما يثبت المثل التالي: كنعان وصيدون، رمزان مرتبطان بفينيقيا؛ والفينيقيون (الكنعانيون) ساميون كذلك الأموريون، بينما معروف من العهد القديم أنّ الكنعانيين والأموريين من أولاد حام.

### في الإسلام
وإن أجمع المسلمون أن الطوفان عم جميع البلاد، قال ابن كثير في البداية والنهاية: 

«أجمع أهل الأديان الناقلون عن رسل الرحمن مع ما تواتر عند الناس في سائر الأزمان على وقوع الطوفان وأنه عم جميع البلاد ولم يبق الله أحدا من كفرة العباد استجابة لدعوة نبيه المؤيد المعصوم وتنفيذا لما سبق في القدر المحتوم.»

توجد روايات ولكن الأصح منها هو:-
- أن كل الناس اليوم من ذرية النبي نوح:

عن قتادة، في قوله تعالى: "وَجَعَلْنَا ذُرِّيَّتَهُ هُمُ الْبَاقِينَ"، قال: فالناس كلهم من ذرية نوح.
عن ابن عباس في قوله تعالى: "وَجَعَلْنَا ذُرِّيَّتَهُ هُمُ الْبَاقِينَ". يقول: لم يبق إلا ذرية نوح.
ومع هذا فالروايات التي تصنف الناس إلى ساميين وحاميين ويافثيين لم تصل درجة الصحة
ولكن في الإسلام تقول السنة أن العرب هم ساميون وذلك جاء في حديث نبي الإسلام محمد:«سَامٌ أَبُو الْعَرَبِ، وَحَامٌ أَبُو الْحَبَشِ، وَيَافِثُ أَبُو الرُّومِ». لكن هذا حديث ضعيف عند بعض العلماء ولذلك لا يعتبر دليلا في المسألة.

## مصطلحمعاداة السامية
معاداة السامية لفظ كان يقصد به عند نشأته معاداة اليهود. استعمل هذا المصطلح للمرة الأولى سنة 1860 من قبل المفكر النمساوي اليهودي اشتينشنيدر. بقي هذا المصطلح غير متداول حتى سنة 1873 حيث استعمله الصحفي الألماني ويلهلم مار في كتيب عنوانه «انتصار اليهودية على الألمانية» احتجاجًا على تنامي قوّة اليهود في الغرب واصفًا إياهم بأشخاص بلا مبدأ أو أصل. في سنة 1879م أسس رابطة المعادين للسامية.

## اللغات
تحدث الساميون بعدة لغات منها: العربية والعبرية والآرامية والامهرية والأكادية والشحرية.

## هوامش
- 1 "In linguistics context, the term “Semitic” is generally speaking non-controversial... As an ethnic term, “Semitic” should best be avoided these days, in spite of ongoing genetic research (which also is supported by the Israeli scholarly community itself) that tries to scientifically underpin such a concept".
- 2 "The term “Semitic,” coined by Schlozer in 1781, should be strictly limited to linguistic matters since this is the only area in which a degree of objectivity is attainable. The Semitic languages comprise a fairly distinct linguistic family, a fact appreciated long before the relationship of the Indo-European languages was recognized. The ethnography and ethnology of the various peoples who spoke or still speak Semitic languages or dialects is a much more mixed and confused matter and one over which we have little scientific control."
- 3 «يعود الخلط بين العرق واللغة إلى حد بعيد، وقد تفاقم بسبب الدلالة المتغيرة بسرعة لكلمة» العرق«في أوروبا وبعد ذلك في الولايات المتحدة. وقد أشار علماء جادّون - مرارًا وتكرارًا بدون نتيجة - إلى أن» السامية«عبارة عن تصنيف لغوي وثقافي يشير إلى لغات معينة وفي بعض السياقات يشير إلى الأدب والحضارات المعبر عنها في تلك اللغات. كنوع من الاختزال، تم الاحتفاظ بالتسمية في بعض الأحيان لتعيين متحدثي تلك اللغات. وفي وقت من الأوقات، ربما كان لها دلالة على العرق، عندما استخدمت هذه الكلمة نفسها لتعيين كيانات وطنية وثقافية. لا علاقة لهذه التسمية بالعرق بالمعنى الأنثروبولوجي الذي أصبح شائع الاستخدام. نظرةً على المتحدثين باللغة العربية في الوقت الحاضر، من الخرطوم إلى حلب ومن موريتانيا إلى الموصل، أو حتى من الناطقين باللغة العبرية في دولة إسرائيل أو في فلسطين، ستكون النتيجة كافية لإظهار التنوع الهائل للأنواع العرقية».